# Dansk Athlet-Union
Dansk Athlet-Union var en union stiftet 1901, som organisatorisk sammenhold og de tre sportsgrene, græsk-romersk brydning, vægtløftning, boksning, tovtrækning og køllesving. Siden fik bokserne og vægtløfterne deres egne forbund, så det kun var brydning, der dyrkedes under DAU. 
I 1915 stiftedes Dansk Amatør Bokse-Union. Dette navn havde unionen indtil 2001, hvor forbundet skiftede navn til Danmarks Bokse-Union.
I 1945 stiftedes Dansk Vægtløftnings-Forbund.
I 1994 tog forbundet navneforandring til Danmarks Brydeforbund, da man ofte blev forvekslet med andre forbund som atletik og vægtløftning. 